# مديا كاشيغر
مديا كاشيغَر (1956 - 29 يوليو 2017) كان مترجم ومؤلف إيراني الذي إهتم بكتابة المقالات والشعر.

## مصدر
- ويكيبيديا الفارسية [[[:fa:مدیا کاشیگر|مدیا کاشیگر]] مدیا کاشیگر]